# Estació de Plaça Molina
L'estació de Plaça Molina es troba al km 0'6 de la línia Gràcia-Avinguda Tibidabo dels Ferrocarrils de la Generalitat de Catalunya, sota el carrer de Balmes, a l'alçada de la plaça de Molina de Barcelona. Hi tenen parada els trens de la L7.

## Història i descripció
Va entrar en servei el 1954, juntament amb tot el ramal. Originalment, disposava de dues andanes laterals de 60 m de longitud, que permetien l'estacionament de trens de tres cotxes, amb un accés independents per a cadascuna, ja que l'estació es troba a molt poca profunditat i no hi havia espai per a fer-hi un vestíbul.
El 2009 va entrar en servei la remodelació de les instal·lacions, amb un nou vestíbul d'accés des del carrer de Balmes amb escales fixes i un ascensor, connectat a peu pla amb l'andana sentit Avinguda Tibidabo (via 1). El segon accés es fa des de l'antic edicle de la plaça de Molina, on hi ha escales fixes i mecànica i un ascensor, que porten a un vestíbul des d'on es pot accedir a peu pla a l'andana direcció Plaça Catalunya (via 2), i també hi ha unes escales fixes que connecten amb l'andana direcció Sarrià de l'estació de Sant Gervasi, en un replà de les quals  hi ha un pas inferior que uneix les dues andanes de l'estació de Plaça Molina.

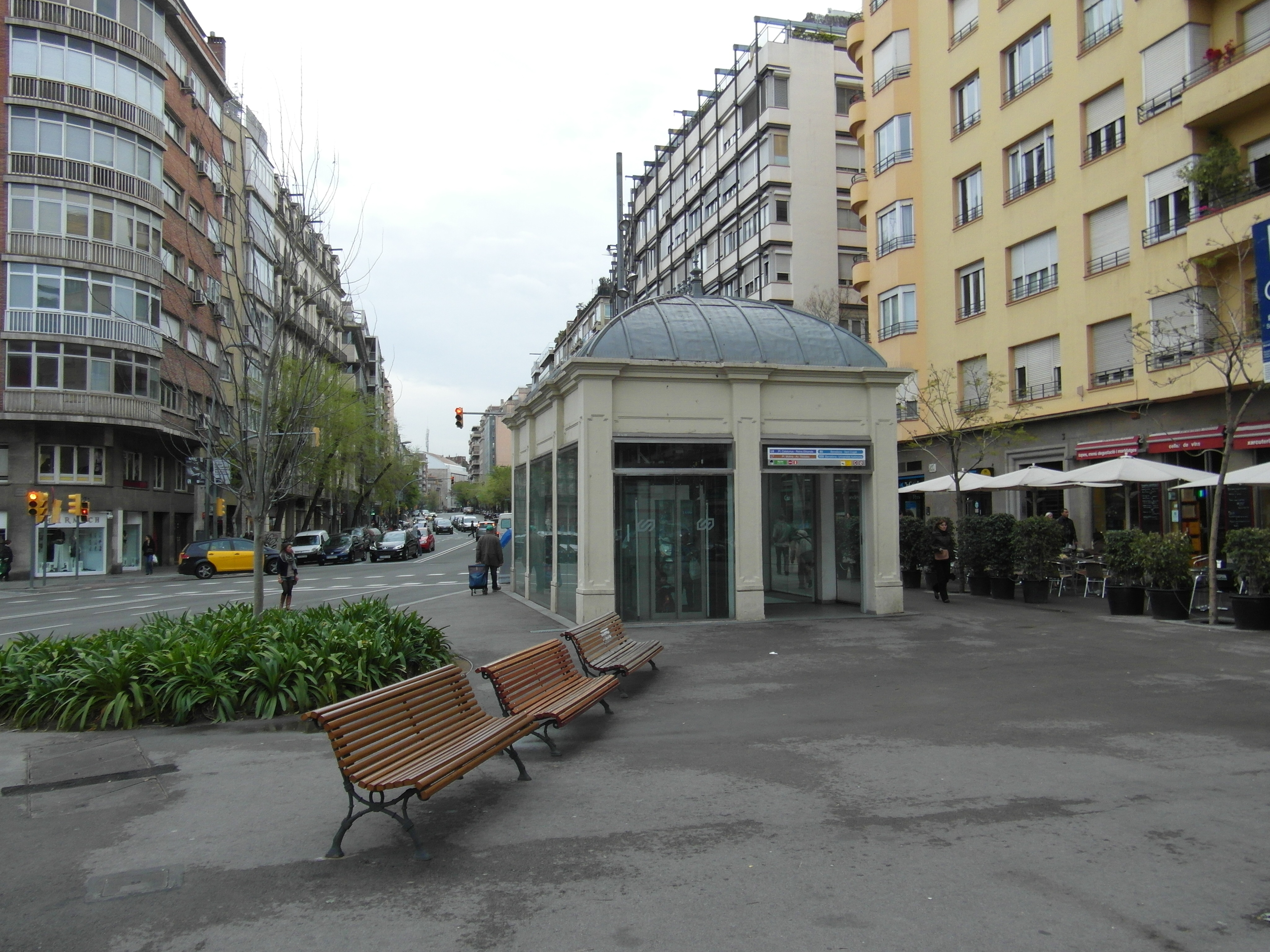
Edicle de les estacions de Sant Gervasi i de Plaça Molina

## Serveis ferroviaris
| Línia Barcelona-Vallès de FGC |        |       |       |                        |
| Procedència/Destinació        | <      | Línia | >     | Procedència/Destinació |
| Pl. Catalunya                 | Gràcia |       | Pàdua | Av. Tibidabo           |